# Nicrosil
Nicrosil är en nickellegering bestående av 84,1% nickel, 14,6% krom och 1,3% kisel. Främsta användningsområdet är i termoelement och kompensationsledare för mätutrustning.
Densitet: 8500 kg/m3
Smältpunkt: 1394 °C
Värmekapacitivitet (+20 °C): 0,43 J/g K